# Cybocephalus pulchellus
Cybocephalus pulchellus là một loài bọ cánh cứng trong họ Cybocephalidae. Loài này được Erichson miêu tả khoa học năm 1845.